# 多梅尼基諾
多梅尼科·赞皮耶里（義大利語： 義大利語：[doˈmeːniko ddzamˈpjɛːri]；1581年10月21日—1641年4月6日），通稱多梅尼基諾（Domenichino），是一名意大利博洛尼亞畫派的巴洛克畫家。

## 生平

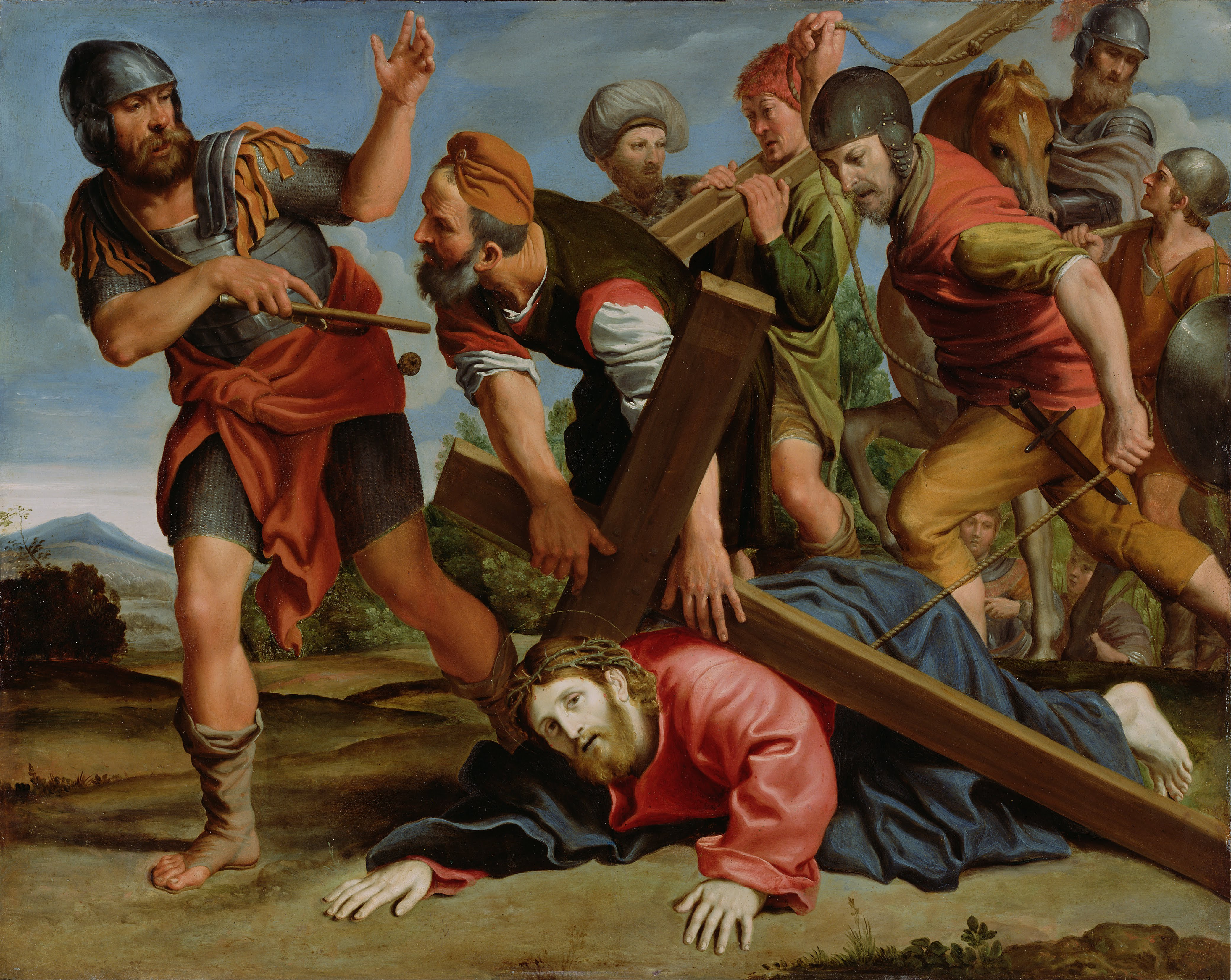
《前往受難地》，約1610年

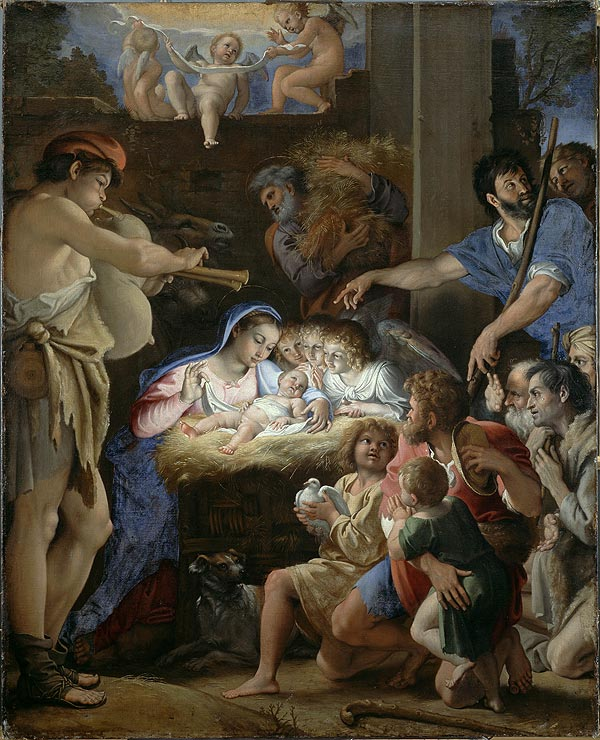
《牧羊人敬拜》，1607–1610

他出生於博洛尼亞，是一個鞋匠的兒子。他早年在博洛尼亞隨丹尼斯·卡尔法特（Denis Calvaert）學畫，後來因為和老師不睦，前往博洛尼亞的啟迪學院（Accademia degli Incamminati）求學。他個子很矮，因此得到暱稱“多梅尼基諾”（意即小多梅尼科）。1602年他前往羅馬，進入安尼巴莱·卡拉奇的畫室，同學包括弗朗西斯科·阿爾巴尼和圭多·雷尼。
他和其他大多數學生一樣，風格和老師卡拉奇十分相似。但是只有圭多·雷尼獲得了委託人的青睞。多梅尼基諾只好不計報酬地盡量多接活來維持生計。
他的大部分作品都是在羅馬完成的。1631年，他前往那不勒斯，為那不勒斯主教座堂的圣雅纳略皇家小堂（Reale cappella del Tesoro di San Gennaro）繪製湿壁画。期間，他被嫉妒他才能的那不勒斯阴谋集团（Cabal of Naples）毒殺。

## 延伸阅读
- Luigi Serra, Domenico Zampieri detto il Domenichino, Rome, 1909.
- John Pope-Hennessy, The Drawings of Domenichino ... at Windsor Castle, London, 1948.
- Richard E. Spear, Domenichino, 2 vols., New Haven and London, 1982.
- Domenichino, 1581–1641, exh. cat. with entries on the paintings by Richard E. Spear, Rome, 1996.
- Elizabeth Cropper, The Domenichino Affair. Novelty, Imitation, and Theft in Seventeenth-century Rome, New Haven and London, 2005

## 外部連接
- Leigh Harrison Hunt. . . New York: Robert Appleton Company. 1913.
- Brief biography at Web Gallery of Art （页面存档备份，存于）
- Domenico in the Louvre（页面存档备份，存于）
- Domenico at Cuidad de la pintura website（页面存档备份，存于）